# Spiesen-Elversberg
Spiesen-Elversberg – miejscowość i gmina w zachodnich Niemczech, w kraju związkowym Saara, w powiecie Neunkirchen.

## Geografia
Gmina leży w Zagłębiu Saary.
Gmina ma powierzchnię 11,5 km², zamieszkuje ją 13 720 osób (2010).
Spiesen-Elversberg położone jest ok. 15 km na północny wschód od Saarbrücken, ok. 160 km na południe od Bonn i ok. 80 km na południowy wschód od Luksemburga.

## Dzielnice
W skład gminy wchodzą dwie dzielnice: 
- Elversberg
- Spiesen

## Demografia
| Elversberg      | 1858 | 1880  | 1900  | 1971   | 2007  |
| Liczba ludności | 600  | 3 000 | 5 000 | 10 000 | 7 900 |

| Spiesen         | 1861 | 1885  | 2007  |
| Liczba ludności | 893  | 3 171 | 6 800 |

## Historia
Okoliczne obszary była zasiedlane już w czasach rzymskich. Pierwsze wzmianki o wsi Spiesen pochodzą z 1195. Elversberg powstało po 1852 jako miejscowość dla pracowników nowo powstałej kopalni węgla kamiennego Heinitz, miejscowość w 1872 przekształcono w gminę.
W czasach narodowego socjalizmu wybudowano tutaj wieżę Adolfa Hitlera, dziś znaną jako Galgenbergturm. Do dziś jest ona jednym z ważniejszych symboli miejscowości.
Dzisiejsza gmina powstała w 1974 w wyniku reformy administracyjnej, która połączyła dwie dotąd samodzielne gminy Spiesen i Elversberg.

## Polityka

### Wójtowie
- 1984–1994: Friedhelm Pfeifer, CDU
- 1994–2004: Karl-Friedrich Kausch, SPD
- od 2004: Reiner Pirrung, CDU

### Przewodniczący dzielnic
- Spiesen: Thomas Thiel, CDU
- Elversberg: Lothar Engelbreth, SPD

## Zabytki i atrakcje
Elversberg
- Muzeum Krajoznawcze Elversberg (Heimatstube)
- katolicki kościół parafialny pw. Najświętszego Serca Jezusowego (Herz Jesu), wybudowany w latach 1899-1901 według projektów Ernsta Branda
- ewangelicki kościół parafialny z 1889-1890, według projektów Carla Friedricha Müllera

Spiesen

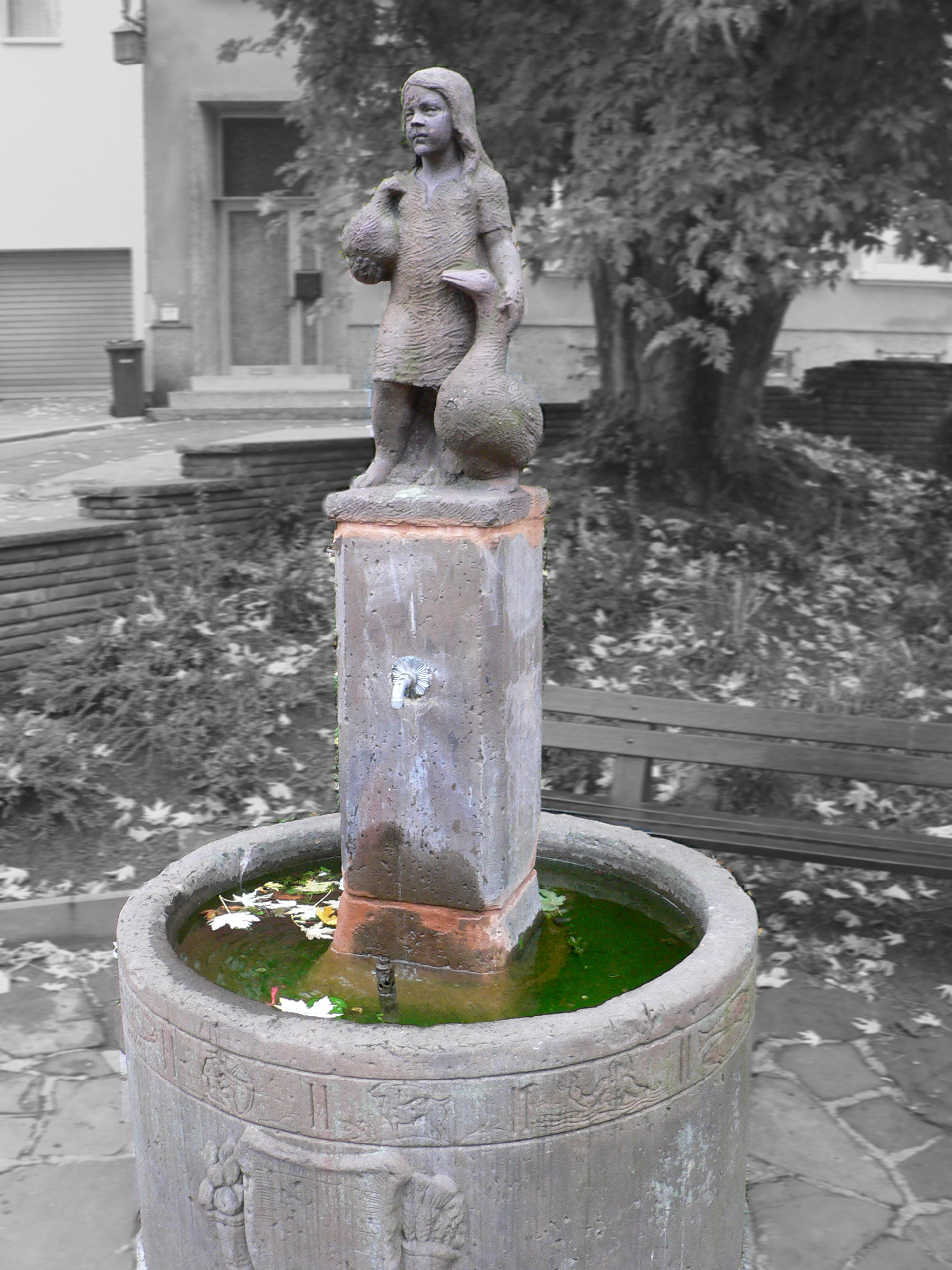
Fontanna Gänselieselbrunnen

- Muzeum Krajoznawcze Spiesen (Heimatmuseum), znajduje się na rogu Hauptstraße/Marktstraße, zostało założone w 1998 w najstarszym domu w gminie
- fontanna Gänselieselbrunnen, wybudowana w 1935 na upamiętnienie małej dziewczynki, którą mieszkańcy powinni uchronić od śmierci głodowej podczas wojny trzydziestoletniej
- liczne kamienie graniczne z 1757 i młodsze
- katolicki kościół parafialny pw. św. Ludwika (St. Ludwig), chór i transept z 1875-1877, nawa główna z 1885-1887, według projektów Carla Friedricha Müllera
- plebania z 1884, według projektów Carla Friedricha Müllera
- gospodarstwo przy Butterberg 4, tzw. Lionsches Haus, z 1836
- wieża widokowa Galgenbergturm, wybudowana w 1937 jako jedna z wież Adolfa Hitlera
- Gospodarstwo przy Hauptstraße 107, z 1815
- budynki mieszkalne przy Hauptstraße 145 i 147, odpowiednio z 1759 i 1756

## Sport
Z Elversberg wywodzi się regionalny klub piłkarski SV 07 Elversberg, który rozgrywa swoje mecze na Waldstadion Kaiserlinde. Sportowcy korzystać mogą również jeszcze z dwóch hal sportowych.
W Spiesen działa również SV Borussia 09 Spiesen i HSG Spiesen-Elversberg (piłka ręczna) a w Elversberg klub DJK Elversberg, prowadzi on m.in. sekcje piłkarską, kobiecego tenisa stołowego (wiele tytułów na szczeblu kraju związkowego) i piłkarzyków.
W 1921 założono Billardclub 1921 Elversberg, zawodnicy tego klubu są obecnymi mistrzami Niemiec w karambolu.

## Komunikacja
W regionie sieć dróg i linii kolejowych jest bardzo dobrze rozbudowana. Przez gminę przebiega autostrada A8 (zjazdy 21 Elversberg, 22 Neunkirchen-Heinitz i 23 Neunkirchen-Spiesen), do której dołącza się droga krajowa B41.

## Oświata
- szkoła podstawowa
- szkoła realna
- uniwersytet ludowy
- przedszkole

## Osoby

### urodzone w Spiesen-Elversberg
- Just Dillgardt, (ur. 1889; zm. 1960), polityk, prezydent Essen
- Leo Gottesleben, (ur. 1909; zm. 1983), polityk
- Horst Claus Recktenwald, (ur. 1920; zm. 1990), ekonomista, nauczyciel akademicki

### związane z gminą
- Frank Farian, muzyk, w latach 60. XX wieku mieszkał w Elversberg
- Jerzy Klempel, polski piłkarz ręczny, zawodnik TV Spiesen